# Жомбољ
Жомбољ (рум. Jimbolia, мађ. Zsombolya) је град и локална самоуправа у Тимишком округу у најзападнијем делу Румуније. Град се налази непосредно 39 km западно од окружног средишта Темишвара, уз саму границу са Србијом.

## Географија
Жомбољ се налази у југоисточном делу Панонске низије на надморској висини од 82 m. Град је некад имао повољан положај на раскрсници путева између Темишвара, Сегедина, Кикинде и Зрењанина, али се после разграничења Србије и Румуније град постао изразито погранично место. Већи део границе градског хатара је истовремено и граница са Србијом. Површина хатара је 108,6 km².

## Историја
Насеље на овом простору под именом "Chumbul" први пут се писано спомиње у папским пореским књигама 1333. године.
Калуђери српског манастира Пећке патријаршије скупљали су 1660. године прилог. Записали су у "Чомбољу" два приложника: поп Вуја и извесни Стојан.
Године 1766, у насеље се досељава велики број Немаца и насеље мења име у "Hatzfeld". Аустријски царски ревизор Ерлер је 1774. године констатовао да то место припада Барачком округу, Темишварског дистрикта. Становништво је било претежно немачко.
Нагли успон места бележи се после повезивања железницом Жомбоља са Темишваром. У периоду 1919—1924. Жомбољ је био у оквиру Краљевине Срба, Хрвата и Словенаца, да би 1924. године био размењен за пар пограничних мањих српских насеља са Румунијом, којој су она припала по крају рата. Пре Другог светског рата већину становништва чинили су подунавски Немци, да би после рата њиховим исељавањем већина постали Румуни.

## Становништво
У Жобмољу живи 10.179 становника (попис 2021). По попису из 2002. године етнички састав становништва је следећи: 
- Румуни 8.032 (72,3%);
- Немци 500 (4,5%) - некада већинско становништво;
- Мађари 1.649 (14,8%);
- Роми 768 (6,9%);
- Срби 51 (0,5%);
- остали 113 (1,0%).

Према попису становништва из 2011. године у општини је живело 10.808 становника. Већинско становништво су били Румуни којих је било 72,7%, затим следе Мађари са 10,8%, Роми са 5,5%, Немци са 2,9% и Срби са 0,3% становништва.
| Етнички састав према попису из 2011. године‍ | Етнички састав према попису из 2011. године‍ | Етнички састав према попису из 2011. године‍ | Етнички састав према попису из 2011. године‍ | Етнички састав према попису из 2011. године‍ |
| ------------------------------------------- | ------------------------------------------- | ------------------------------------------- | ------------------------------------------- | ------------------------------------------- |
|                                             |                                             |                                             |                                             |                                             |
| Румуни                                      | Румуни                                      |                                             | 7.856                                       | 72,7%                                       |
| Мађари                                      | Мађари                                      |                                             | 1.169                                       | 10,8%                                       |
| Роми                                        | Роми                                        |                                             | 596                                         | 5,5%                                        |
| Немци                                       | Немци                                       |                                             | 310                                         | 2,9%                                        |
| Срби                                        | Срби                                        |                                             | 31                                          | 0,3%                                        |
| непознато                                   | непознато                                   |                                             | 788                                         | 7,3%                                        |

## Саобраћај и туризам
Жомбољ се налази на траси међународне пруге Беч-Братислава-Будимпешта-Кикинда-Темишвар-Базијаш, која Румунију повезује са Србијом и Централном Европом. Пруга је 1953. године прекинута, након рушења моста преко Тисе, код Сегедина, после чега је у употреби остао део пруге који Румунију спаја са Србијом. Из Кикинде је до краја августа 2014. два пута дневно саобраћао шинобус, чији су поласци обустављени депешом Железница Србије, услед недостатка исплативости линије. Жомбољ је тако представљао међустаницу на којој се преседало у воз за Темишвар, што је било значајно студентима из Србије који студирају у том граду.

## Градови побратими
- Кикинда, Србија
- Пустамергеш, Мађарска